# Tectusa orobiana
Tectusa orobiana – gatunek chrząszcza z rodziny kusakowatych i podrodziny Aleocharinae.
Gatunek ten opisany został w 2012 roku przez Volkera Assinga na podstawie czterech okazów odłowionych w Alpi Orobie.
Chrząszcz o ciele długości od 2,8 do 3,2 mm, ubarwiony czarniawo lub czarniawobrązowo z odnóżami rudobrązowymi do ciemnobrązowych i ciemnobrązowymi czułkami, przy czym trzy początkowe człony czułków i stopy są jaśniejsze. Człony czułków od czwartego do dziesiątego są poprzeczne, przy czym te od piątego stopniowo zwiększają swoją szerokość, aż wreszcie dziesiąty jest półtora raza szerszy niż dłuższy. Głowa jest mniej więcej tak szeroka jak długa, a najszersza na wysokości skroni. Szerokość przedplecza wynosi od 1,15 do 1,2 jego długości. Długość pokryw wynosi 0,7 do 0,8 długości przedplecza. Tylna para skrzydeł uległa zanikowi, a kąty barkowe pokryw są prawie niewidoczne. Obie płcie mają wypukłą tylną krawędź ósmego tergitu odwłoka oraz wypukłą tylną krawędź ósmego sternitu. Aparat kopulacyjny samca cechują wyraźnie rozszerzone nasadowe połowy wierzchołkowych płatów paramer oraz środkowy płat edeagusa o długości 0,43 mm z dość tęgim wyrostkiem brzusznym. 
Owad endemiczny dla Włoch. Znany wyłącznie z Lombardii, z wysokości 2000–2200 m n.p.m..